# Nephrotoma pleuromaculata
Nephrotoma pleuromaculata är en tvåvingeart som beskrevs av Alexander 1927. Nephrotoma pleuromaculata ingår i släktet Nephrotoma och familjen storharkrankar. Inga underarter finns listade i Catalogue of Life.